# Moní Agíou Ioánnou Prodrómou
Moní Agíou Ioánnou Prodrómou är en ort i Grekland.   Den ligger i prefekturen Nomarchía Dytikís Attikís och regionen Attika, i den sydöstra delen av landet, 50 km väster om huvudstaden Aten. Moní Agíou Ioánnou Prodrómou ligger 97 meter över havet och antalet invånare är 144.
Terrängen runt Moní Agíou Ioánnou Prodrómou är varierad. Havet är nära Moní Agíou Ioánnou Prodrómou åt nordväst. Runt Moní Agíou Ioánnou Prodrómou är det ganska tätbefolkat, med 75 invånare per kvadratkilometer. Närmaste större samhälle är Mégara, 15,6 km öster om Moní Agíou Ioánnou Prodrómou. 